# SN 1983ab
SN 1983ab – supernowa odkryta 4 września 1983 roku w galaktyce A162234+3645. W momencie odkrycia miała maksymalną jasność 16,40m.